# Granica fińsko-szwedzka
Granica fińsko-szwedzka to granica międzypaństwowa dzieląca terytoria Finlandii i Szwecji o długości 614 kilometrów.
Początek granicy na północy to trójstyk granic Norwegii, Szwecji i Finlandii w Górach Skandynawskich. Następnie granica biegnie w kierunku południowo-wschodnim korytem rzeki Könkämäeno (szw. Könkämäälven) by w okolicy Muonio przybrać kierunek południowy i biegnie korytem rzeki Muonio, następnie korytem rzeki Torne do jej ujścia do Zatoki Botnickiej (Botnik Północny) Morza Bałtyckiego.
Granica powstała w grudniu 1917 roku po proklamowaniu niepodległości przez Finlandię.
Przebieg granicy pokrywa się z granicą ustaloną w 1809 roku na mocy pokoju w Fredrikshamn (fiń. Hamina) pomiędzy Szwecją a Rosją.